# Eva Nasarre Vendrell
Eva Nasarre Vendrell (Lleida, 1960) és una presentadora de televisió i esportista catalana.

## Biografia
Eva Nasarre nasqué a Lleida. Ella i el seu marit tenien un gimnàs a Barcelona quan la van contactar des de la televisió.
El 1983, Televisió Espanyola (TVE) havia ideat un programa d'aeròbic per a la Segona Cadena, Puesta a punto, seguint el model del que tenia Jane Fonda a la televisió estatunidenca. En un principi, l'atleta Sagrario Aguado (campiona d'Espanya de salt d'altura) n'havia de ser la presentadora i Eva només l'havia d'acompanyar en els exercicis. Tanmateix, una lesió d'Aguado a darrera hora va fer que Nasarre la substituís com a solució d'emergència.
El primer programa de Puesta a punto s'estrenà el 3 d'octubre de 1983. Nasarre exercia de monitora d'aeròbic i engrescava els tele-espectadors a seguir els exercicis que practicava amb un grup de gimnastes. Tot i que no tenia cap experiència davant de les càmeres, Nasarre destacà per la seva naturalitat i aviat es convertí en una de les cares més populars de TVE, coincidint amb la renovació de la televisió pública de la mà del seu director José María Calviño. En un sol any, Puesta a punto esdevingué el segon programa de producció pròpia amb més audiència de la Segona Cadena, per darrere de La clave.
El 1985, el programa d'Eva Nasarre fou desplaçat al nou bloc matinal de la Primera Cadena, fins aleshores inexistent, dins del contenidor Buenos Días. L'espai de Nasarre es deia En marcha i el 1986 fou eliminat de la programació.
Un cop acabada la seva etapa televisiva, Nasarre es casà amb Chema Álvarez, de qui es divorcià el 1998. Durant més d'una dècada s'establí a Caldes de Montbui, fent de treballadora social, retirada de la vida pública. El 1999 li van diagnosticar una artritis reumatoide greu, una malaltia degenerativa que li va suposar la incapacitat laboral permanent, fins al punt de necessitar una cadira de rodes. A més, el seu estat de salut s'agreujà per diversos enfrontaments amb el seu segon marit, a qui arribà a denunciar per presumpte assetjament psicològic.
Actualment, Eva Nasarre ha esdevingut una portaveu a favor dels drets de les persones dependents, dins de la «Plataforma en defensa de la Ley de Dependencia en Castilla-La Mancha», i ha advocat pel manteniment dels ajuts socials.